# Lekkoatletyka na Letnich Igrzyskach Olimpijskich 1904 – pchnięcie kulą

Pchnięcie kulą podczas igrzysk olimpijskich w 1904 w Saint Louis rozegrano 31 sierpnia 1904 na stadionie Francis Field należącym do Washington University. Startowało 8 lekkoatletów z 2 państw. Rozegrano tylko finał.

## Rekordy
| Rekord świata     | 14,81 | Ralph Rose      | Chicago (USA)   | 21 maja 1904  |
| Rekord olimpijski | 14,10 | Richard Sheldon | Paryż (Francja) | 15 lipca 1900 |

## Finał
| lp | Imię i nazwisko     | Wiek | Reprezentacja     | Wynik | Uwagi |
| -- | ------------------- | ---- | ----------------- | ----- | ----- |
| 1  | Ralph Rose          | 20   | Stany Zjednoczone | 14,81 | =,    |
| 2  | Wesley Coe          | 25   | Stany Zjednoczone | 14,40 |       |
| 3  | Lawrence Feuerbach  | 25   | Stany Zjednoczone | 13,37 |       |
| 4  | Martin Sheridan     | 23   | Stany Zjednoczone | 12,39 |       |
| 5  | Charles Chadwick    | 29   | Stany Zjednoczone | nn    |       |
| 6  | Albert Johnson      | 25   | Stany Zjednoczone | nn    |       |
| 7  | John Guiney         | 22   | Stany Zjednoczone | nn    |       |
|    | Nikolaos Jeorgandas | 24   | Grecja            |       | DSQ   |

Rose objął prowadzenie pchnięciem na 14,35 m. Coe w pierwszej kolejce poprawił ten wynik osiągając 14,40 m. Rose w piątej kolejce uzyskał 14,81, co było wyrównaniem rekordu świata i nowym rekordem olimpijskim.